# اولپوتاپیتیا
اولپوتاپیتیا (به لاتین: Ulpotapitiya) یک منطقهٔ مسکونی در سری‌لانکا است که در استان مرکزی (سری‌لانکا) واقع شده‌است.